# Mesorhabditis szunyoghyi
Mesorhabditis szunyoghyi is een rondwormensoort uit de familie van de Rhabditidae. De wetenschappelijke naam van de soort is voor het eerst geldig gepubliceerd in 1961 door Andrássy.